# Cúp Algarve 2008
Cúp Algarve 2008 (tiếng Anh: Algarve Cup 2008), giải bóng đá giao hữu thường niên diễn ra tại Algarve, Bồ Đào Nha từ 5 đến 12 tháng 3 năm 2008. Hoa Kỳ là đội tuyển vô địch của giải.

## Thể thức
Tại vòng bảng, 12 đội được chia làm ba bảng. Bảng A và B gồm các đội cạnh tranh chức vô địch. Vòng phân hạng gồm năm trận đấu: trận tranh hạng nhất giữa các đội đầu bảng, tranh hạng ba giữa các đội nhì bảng, tranh hạng năm giữa các đội thứ ba; đội nhất bảng C gặp đội cuối bảng có thành tích tốt hơn trong hai bảng A và B để tranh hạng bảy; đội nhì bảng C gặp đội cuối bảng còn lại để tranh hạng 9, các đội thứ ba và tư bảng C đá trận tranh hạng 11.
- Giờ thi đấu là WET (UTC±0).

## Vòng bảng

### Bảng A
| Đội       | Đ | Tr | T | H | B | BT | BB | HS |
| --------- | - | -- | - | - | - | -- | -- | -- |
| Đan Mạch  | 9 | 3  | 3 | 0 | 0 | 3  | 0  | +3 |
| Đức       | 6 | 3  | 2 | 0 | 1 | 5  | 1  | +4 |
| Thụy Điển | 3 | 3  | 1 | 0 | 2 | 3  | 4  | −1 |
| Phần Lan  | 0 | 3  | 0 | 0 | 3 | 1  | 7  | −6 |

| Đức | 0–1 | Đan Mạch     |
| --- | --- | ------------ |
|     |     | Pedersen 46' |

| Phần Lan    | 1–3 | Thụy Điển                                |
| ----------- | --- | ---------------------------------------- |
| Talonen 64' |     | Ljungberg 25' · Fischer 29' · Lundin 87' |

| Đức                                 | 3–0 | Phần Lan |
| ----------------------------------- | --- | -------- |
| Prinz 17', 28' · Lingor 37' (ph.đ.) |     |          |

| Đan Mạch    | 1–0 | Thụy Điển |
| ----------- | --- | --------- |
| Sørensen 6' |     |           |

| Đan Mạch     | 1–0 | Phần Lan |
| ------------ | --- | -------- |
| Sørensen 47' |     |          |

| Thụy Điển | 0–2 | Đức                            |
| --------- | --- | ------------------------------ |
|           |     | Smisek 25' · Prinz 86' (ph.đ.) |

### Bảng B
| Đội        | Đ | Tr | T | H | B | BT | BB | HS  |
| ---------- | - | -- | - | - | - | -- | -- | --- |
| Hoa Kỳ     | 9 | 3  | 3 | 0 | 0 | 10 | 0  | +10 |
| Na Uy      | 6 | 3  | 2 | 0 | 1 | 7  | 7  | 0   |
| Ý          | 3 | 3  | 1 | 0 | 2 | 4  | 6  | −2  |
| Trung Quốc | 0 | 3  | 0 | 0 | 3 | 1  | 9  | −8  |

| Trung Quốc | 0–4     | Hoa Kỳ                                           |
| ---------- | ------- | ------------------------------------------------ |
|            | Báo cáo | Tarpley 5' · Heath 47' · Wambach 64' · Lloyd 69' |

| Na Uy                                                                        | 4–2 | Ý                           |
| ---------------------------------------------------------------------------- | --- | --------------------------- |
| Thorsnes 9' · Storløkken 47' · Stangeland Horpestad 63' (ph.đ.) · Kaurin 74' |     | Panico 34' · Gabbiadini 86' |

| Hoa Kỳ                    | 2–0     | Ý |
| ------------------------- | ------- | - |
| Tarpley 5' · O'Reilly 74' | Báo cáo |   |

| Na Uy                                    | 3–1 | Trung Quốc  |
| ---------------------------------------- | --- | ----------- |
| ? 42' (l.n.) · Storløkken 64' · Wiik 90' |     | Guo Yue 62' |

| Trung Quốc | 0–2 | Ý                      |
| ---------- | --- | ---------------------- |
|            |     | Conti 41' · Panico 70' |

| Hoa Kỳ                                               | 4–0     | Na Uy |
| ---------------------------------------------------- | ------- | ----- |
| Kai 55' · Wambach 57' · O'Reilly 65' · Rodriguez 90' | Báo cáo |       |

### Bảng C
| Đội              | Đ | Tr | T | H | B | BT | BB | HS |
| ---------------- | - | -- | - | - | - | -- | -- | -- |
| Iceland          | 9 | 3  | 3 | 0 | 0 | 9  | 1  | +8 |
| Bồ Đào Nha       | 6 | 3  | 2 | 0 | 1 | 5  | 4  | +1 |
| Cộng hòa Ireland | 3 | 3  | 1 | 0 | 2 | 2  | 6  | −4 |
| Ba Lan           | 0 | 3  | 0 | 0 | 3 | 1  | 6  | −5 |

| Iceland                              | 2–0 | Ba Lan |
| ------------------------------------ | --- | ------ |
| Stefánsdóttir 58' · Viðarsdóttir 81' |     |        |

| Bồ Đào Nha                   | 2–0 | Cộng hòa Ireland |
| ---------------------------- | --- | ---------------- |
| Fernandes 86' · Vieira 90+2' |     |                  |

| Bồ Đào Nha                             | 3–1 | Ba Lan     |
| -------------------------------------- | --- | ---------- |
| Couto 17' · Fernandes 44' · Vieira 80' |     | Bochra 42' |

| Cộng hòa Ireland | 1–4 | Iceland                                                    |
| ---------------- | --- | ---------------------------------------------------------- |
| Grant 23'        |     | Arnardóttir 7' · Viðarsdóttir 12', 40' · Gunnarsdóttir 19' |

| Bồ Đào Nha | 0–3 | Iceland                                |
| ---------- | --- | -------------------------------------- |
|            |     | Viðarsdóttir 15', 17' · Jónsdóttir 69' |

| Ba Lan | 0–1 | Cộng hòa Ireland |
| ------ | --- | ---------------- |
|        |     | Grant 35'        |

## Vòng phân hạng

### Tranh hạng 11
| Cộng hòa Ireland   | 2–2 | Ba Lan                  |
| ------------------ | --- | ----------------------- |
| O'Brien · O'Gorman |     | Stobba 23' · Winczo 48' |

### Tranh hạng 9
| Trung Quốc                                                       | 1–1   | Bồ Đào Nha                                              |
| ---------------------------------------------------------------- | ----- | ------------------------------------------------------- |
| Tất Nghiên 1'                                                    |       | Fernandes 34'                                           |
| Loạt sút luân lưu                                                |       |                                                         |
| Lý Cát · Từ Viện · Vương Khôn · Ying · Tất Nghiên · Tống Hiểu Lệ | 5 – 4 | Matias · Vieira · Fernandes · Brandão · Couto · Valinho |

### Tranh hạng bảy
| Phần Lan | 0–3 | Iceland                                                |
| -------- | --- | ------------------------------------------------------ |
|          |     | Viðarsdóttir 12' · Hönnudóttir 41' · Gunnarsdóttir 90' |

### Tranh hạng năm
| Thụy Điển                      | 3–0 | Ý |
| ------------------------------ | --- | - |
| Öqvist 56' · Svensson 61', 80' |     |   |

### Tranh hạng ba
| Đức | 0–2 | Na Uy                  |
| --- | --- | ---------------------- |
|     |     | Wiik 41' · Knutsen 50' |

### Chung kết
| Đan Mạch     | 1–2     | Hoa Kỳ                |
| ------------ | ------- | --------------------- |
| Sørensen 31' | Báo cáo | Kai 14' · Wambach 50' |